# Tweening

Deze animatie demonstreert de effecten van Adobe Flash shape, motion and color tweening.

Inbetweening of tweening is het proces waarbij een geanimeerde afbeelding wordt voorzien van meerdere afbeeldingen per seconde, waardoor het een vloeiendere beeldkwaliteit krijgt.
Het woord komt oorspronkelijk van het Engelse inbetweening wat zoiets betekent als ertussenstoppen.